# Burschi (Max Emanuel Gruder)
Burschi este numele de artist al graficianului ilustrator Max Emanuel Gruder (în germană Burschi [´burși] „băiețel”, diminutivul de la Bursche „băiat”) (n. 16 mai 1928, Cernăuți, Ucraina – d. 7 noiembrie 2010, București, România). Burschi-Gruder a fost membru al Uniunii Artiștilor Plastici din România.
În copilărie s-a mutat în 1935 din Cernăuți la București împreună cu părinții săi, evrei de expresie germană din Bucovina. Este cunoscut ca ilustrator de cărți pentru copii din anul 1946, când, student la Politehnica din București, secția mecanică, și având talent remarcabil la desen, și-a început colaborarea artistică la revista Tinerețea.
Burschi este considerat a fi fost unul dintre inovatorii în România ai stilului benzilor desenate, fiind în fapt decanul acestui gen de ilustrație din România.
Din 1949 (anul înființării unor periodice noi pentru copii), Burschi a colaborat permanent la toate revistele săptămânale și mensuale de gen care apăreau la București, semnându-și ilustrațiile Burschi.
În 1956 a ilustrat prima sa carte Alarmă în subterană, care s-a bucurat de succes, fiind citată în presă și editată apoi și în limba engleză. A fost solicitat să ilustreze și alte cărți, reușind astfel să publice peste 120 de titluri pentru editurile pentru Tineret, Ion Creangă, Didactică, Stiințifică, Coresi, All, Hasefer.
Până în 1989 a fost ilustrator permanent la Pionierul, Scânteia pionierului, Cravata roșie, Arici-Pogonici, Luminița, Șoimii patriei, iar după 1989 la Clopoțel, Licurici, Luceafărul copiilor și Universul copiilor, până ce acestea și-au încetat apariția.
A continuat să ilustreze cu predilecție reviste pentru copii, iar printre colaboratorii și prietenii săi de-o viață fiind și graficiana de origine română, Lise Marin, cel mai longeviv ilustrator-autor de cărți pentru copii de la editura Nathan din Paris.
De-a lungul timpului, unele din desenele sale apărute în periodicele din România au fost reproduse în reviste pentru copii din Polonia, Iugoslavia, RDG, URSS, Republica Moldova etc., fiind citate pozitiv în presa culturală din epocă (Gazeta literară, Contemporanul etc).
Burschi a realizat nenumărate coperți la reviste și cărți, a inventat povestiri în imagini, adept al stilului occidental de benzi desenate (comics), a ilustrat cărțile lui Marin Sorescu, Tudor Opriș, Ion Vlasiu, Iosif Sava, Dumitru Prunaru, Alexandru Mironov, Iosif Eugen Campus, Eduard Jurist, Alexandru Sen, Stelian Apostolescu, Leonid Petrescu, Radu Nor, Gabriel Cheroiu, Adriana Iliescu, Galia Gruder, precum și manuale didactice și propriile cărți. A creat personaje care au rămas în memoria cititorilor și părinților lor.